# Zvolen
Zvolen (på tysk Altsohl; på ungarsk Zólyom) er en by i Slovakiet. Byen har et indbyggertal på ca. 43.000.
Zvolen ligger i det centralige Slovakiet, i regionen Banská Bystrica. Den ligger kun 190 kilometer fra den slovakiske hovedstad Bratislava og 215 kilometer fra Košice. Byen har et totalt areal på 98,73 km². 

## Ekstern henvisning
- Officielt netsted

- Wikimedia Commons har flere filer relateret til Zvolen